# Плавание на летних Олимпийских играх 1980
Соревнования по плаванию на летних Олимпийских играх 1980 года в Москве проходили с 20 по 27 июля в крытом бассейне спорткомплекса «Олимпийский».

## Описание
Было разыграно 26 комплектов наград (по 13 среди мужчин и женщин). По сравнению с Олимпийскими играми 1976 года в Монреале программа соревнований изменений не претерпела. Второй раз подряд в программе плавания отсутствовала мужская эстафета 4×100 метров вольным стилем. В соревнованиях принимали участие 333 спортсмена из 41 страны.
Успешнее всего выступили пловцы из ГДР, они завоевали почти половину всех разыгранных золотых медалей — 12, причём в женской части программы немки выиграли 11 из 13 видов, а в 6 из 11 видов индивидуальной программы пловчихи ГДР занимали весь пьедестал. Пловцы СССР выиграли 22 медали, 8 из которых были золотыми. Советские спортсмены по сравнению с Играми в Монреале выступили гораздо успешнее, тогда на их счету было 9 наград, лишь одна из которых была золотой. Только в одном виде программы из 26 на пьедестале московских Игр не было ни одного представителя ГДР или СССР — 200-метровке на спине у мужчин. Всего награды завоевали представители 11 стран, и 6 из них выиграли хотя бы одно золото.
Героем Игр стал 20-летний советский пловец Владимир Сальников, выигравший 3 золота — 400 и 1500 м вольным стилем, а также в эстафете 4×200 м вольным стилем. При этом на дистанции 1500 метров 22 июля 1980 года Сальников установил мировой рекорд, став первым в истории, кто проплыл эту дистанцию быстрее 15 минут — 14 мин 58,27 сек. Серебряный призёр отстал от Владимира на 16 с лишним секунд.
Среди женщин отличилась 16-летняя немка Инес Дирс, она выиграла медали во всех видах плавания вольным стилем, включая эстафету 4×100 м. По 3 золота выиграли немки Барбара Краузе, Рика Райниш и Карен Метчук (на счету последней также одно серебро).
По итогам Игр в Москве новые мировые рекорды были установлены на 7 дистанциях: кроме уже упоминавшегося достижения Сальникова ещё 6 рекордов установили немецкие пловчихи. 17-летняя Петра Шнайдер выиграла золото на дистанции 400 м комплексным плаванием с мировым рекордом, более чем на 10,5 секунд опередив серебряного призёра. Время Шнайдер позволило бы ей выиграть золото на этой дистанции на следующих 4 Олимпиадах вплоть до 1996 года.
Впоследствии выяснилось, что немецкие пловчихи, как и другие спортсмены из ГДР, принимали анаболические стероиды на основе тестостерона, но тогда допинг-службы это не выявили, и все медали московской Олимпиады остались у их обладателей. 3-кратная чемпионка московской Олимпиады 15-летняя Рика Райниш закончила спортивную карьеру уже через год после московских Игр, так как её мать опасалась за здоровье дочери. В 2013 году авторитетный американский журнал Swimming World Magazine лишил наград лучшим пловцам мира и Европы по итогам года целый ряд восточногерманских пловчих, в их числе олимпийских чемпионок Москвы Барбару Краузе, Петру Шнайдер, Уте Гевенигер.
В мужской комбинированной эстафете 4×100 метров золото достаточно неожиданно выиграли австралийцы, на 0,22 сек опередив сборную СССР. Это был первый и 2024 года единственный случай в олимпийской истории, когда золото в этой дисциплине досталось не американцам (команда США пропускала Игры в Москве из-за политического бойкота). Американцы завоевали все остальные 15 золотых наград, разыгранных в этой эстафете после её олимпийского дебюта в 1960 году в Риме и вплоть до 2024 года, когда их сумела опередить сборная Китая.

## Общий медальный зачёт
(Жирным выделено самое большое количество медалей в своей категории; принимающая страна также выделена)
| Общее количество медалей | Общее количество медалей | Общее количество медалей | Общее количество медалей | Общее количество медалей | Общее количество медалей |
| Место                    | Страна                   | Золото                   | Серебро                  | Бронза                   | Всего                    |
| ------------------------ | ------------------------ | ------------------------ | ------------------------ | ------------------------ | ------------------------ |
| 1                        | ГДР                      | 12                       | 10                       | 8                        | 30                       |
| 2                        | СССР                     | 8                        | 9                        | 5                        | 22                       |
| 3                        | Швеция                   | 2                        | 2                        | 1                        | 5                        |
| 4                        | Австралия                | 2                        | 0                        | 5                        | 7                        |
| 5                        | Великобритания           | 1                        | 3                        | 1                        | 5                        |
| 6                        | Венгрия                  | 1                        | 2                        | 1                        | 4                        |
| 7                        | Бразилия                 | 0                        | 0                        | 1                        | 1                        |
| 7                        | Дания                    | 0                        | 0                        | 1                        | 1                        |
| 7                        | Нидерланды               | 0                        | 0                        | 1                        | 1                        |
| 7                        | Польша                   | 0                        | 0                        | 1                        | 1                        |
| 7                        | Испания                  | 0                        | 0                        | 1                        | 1                        |

## Медалисты
- OR — олимпийский рекорд

### Мужчины
| Дисциплина                       | Золото | Серебро | Бронза |
| 100 м вольный стиль              | Йорг Войте — 50,40 ГДР | Пер Хольмерц — 50,91 Швеция | Пер Юханссон — 51,29 Швеция                                                                                   |
| 200 м вольный стиль              | Сергей Копляков — 1:49,81 OR СССР | Андрей Крылов — 1:50,76 СССР | Грэм Брюэр — 1:51,60 Австралия                                                                                |
| 400 м вольный стиль              | Владимир Сальников — 3:51,31 OR СССР                                                                                                  | Андрей Крылов — 3:53,24 СССР | Ивар Стуколкин — 3:53,95 СССР                                                                                 |
| 1500 м вольный стиль             | Владимир Сальников — 14:58,27 WR СССР                                                                                                 | Александр Чаев — 15:14,30 СССР | Макс Метцкер — 15:14,49 Австралия                                                                             |
| 100 м на спине                   | Бенгт Барон — 56,53 Швеция | Виктор Кузнецов — 56,99 СССР | Владимир Долгов — 57,63 СССР                                                                                  |
| 200 м на спине                   | Шандор Владар — 2:01,93 Венгрия | Золтан Веррасто — 2:02,40 Венгрия | Марк Керри — 2:03,14 Австралия                                                                                |
| 100 м брасс                      | Данкан Гудхью — 1:03,34 Великобритания                                                                                                | Арсен Мискаров — 1:03,82 СССР | Питер Эванс — 1:03,96 Австралия                                                                               |
| 200 м брасс                      | Робертас Жулпа — 2:15,85 СССР | Альбан Вермеш — 2:16,93 Венгрия | Арсен Мискаров — 2:17,28 СССР                                                                                 |
| 100 м баттерфляй                 | Пер Арвидссон — 54,92 Швеция | Рогер Питтель — 54,94 ГДР | Давид Лопес-Суберо — 55,13 Испания                                                                            |
| 200 м баттерфляй                 | Сергей Фесенко — 1:59,76 СССР | Фил Хаббл — 2:01,20 Великобритания | Рогер Питтель — 2:01,39 ГДР                                                                                   |
| 400 м комплекс                   | Александр Сидоренко — 4:22,89 OR СССР                                                                                                 | Сергей Фесенко — 4:23,43 СССР | Золтан Веррасто — 4:24,24 Венгрия                                                                             |
| Эстафета 4×200 м вольный стиль   | СССР — 7:23,50 · Сергей Копляков · Владимир Сальников · Ивар Стуколкин · Андрей Крылов · Сергей Русин · Сергей Красюк · Юрий Присекин | ГДР — 7:28,60 · Франк Пфютце · Йорг Войте · Детлеф Грабс · Райнер Штробах · Франк Кюне                                                                                | Бразилия — 7:29,30 · Жоржи Фернандис · Маркус Маттиоли · Сиру Делгаду · Джан Мадруга                          |
| Эстафета 4×100 м комбинированная | Австралия — 3:45,70 · Марк Керри · Питер Эванс · Марк Тонелли · Нил Брукс · Гленн Пэтчинг                                             | СССР — 3:45,92 · Виктор Кузнецов · Арсен Мискаров · Евгений Середин · Сергей Копляков · Владимир Шеметов · Александр Федоровский · Алексей Марковский · Сергей Красюк | Великобритания — 3:47,71 · Гэри Абрахам · Данкан Гудхью · Дэвид Лоу · Мартин Смит · Пол Маршалл · Марк Тейлор |

### Женщины
| Дисциплина                       | Золото                                                                                            | Серебро | Бронза |
| 100 м вольный стиль              | Барбара Краузе — 54,79 WR ГДР                                                                     | Карен Метчук — 55,16 ГДР | Инес Дирс — 55,65 ГДР |
| 200 м вольный стиль              | Барбара Краузе — 1:58,33 OR ГДР                                                                   | Инес Дирс — 1:59,64 ГДР | Кармела Шмидт — 2:01,44 ГДР |
| 400 м вольный стиль              | Инес Дирс — 4:08,76 OR ГДР                                                                        | Петра Шнайдер — 4:09,16 ГДР | Кармела Шмидт — 4:10,86 ГДР |
| 800 м вольный стиль              | Мишель Форд — 8:28,90 Австралия                                                                   | Инес Дирс — 8:32,55 ГДР | Хайке Дене — 8:33,48 ГДР |
| 100 м на спине                   | Рика Райниш — 1:00,86 WR ГДР                                                                      | Ина Клебер — 1:02,07 ГДР | Петра Ридель — 1:02,64 ГДР |
| 200 м на спине                   | Рика Райниш — 2:11,77 WR ГДР                                                                      | Корнелия Полит — 2:13,75 ГДР                                                                                                   | Биргит Трайбер — 2:14,14 ГДР |
| 100 м брасс                      | Уте Гевенигер — 1:10,22 ГДР                                                                       | Эльвира Василькова — 1:10,41 СССР                                                                                              | Сусанне Нильссон — 1:11,16 Дания                                                                                                |
| 200 м брасс                      | Лина Качюшите — 2:29,54 OR СССР                                                                   | Светлана Варганова — 2:29,61 СССР                                                                                              | Юлия Богданова — 2:32,39 СССР                                                                                                   |
| 100 м баттерфляй                 | Карен Метчук — 1:00,42 ГДР                                                                        | Андреа Поллак — 1:00,90 ГДР | Кристиане Кнаке — 1:01,44 ГДР                                                                                                   |
| 200 м баттерфляй                 | Инес Гайсслер — 2:10,44 OR ГДР                                                                    | Сибиль Шёнрок — 2:10,45 ГДР | Мишель Форд — 2:11,66 Австралия                                                                                                 |
| 400 м комплекс                   | Петра Шнайдер — 4:36,29 WR ГДР                                                                    | Шэрон Дэвис — 4:46,83 Великобритания                                                                                           | Агнешка Чопек — 4:48,17 Польша                                                                                                  |
| Эстафета 4×100 м вольный стиль   | ГДР — 3:42,71 WR · Барбара Краузе · Карен Метчук · Инес Дирс · Зарина Хюльзенбек · Кармела Шмидт  | Швеция — 3:48,93 · Карина Юнгдаль · Тина Густафссон · Агнета Мортенссон · Агнета Эрикссон · Биргитта Йёнссон · Хелена Петерсон | Нидерланды — 3:49,51 · Конни ван Бентум · Вилма ван Велсен · Регги де Йонг · Аннелиз Мас                                        |
| Эстафета 4×100 м комбинированная | ГДР — 4:06,67 WR · Рика Райниш · Уте Гевенигер · Андреа Поллак · Карен Метчук · Зарина Хюльзенбек | Великобритания — 4:12,24 · Хелен Джеймсон · Маргарет Келли · Энн Осгерби · Джун Крофт                                          | СССР — 4:13,61 · Елена Круглова · Эльвира Василькова · Алла Грищенкова · Наталья Струнникова · Ирина Аксёнова · Ольга Клевакина |